# Christiane Minazzoli
Christiane Minazzoli (Saint-Ouen, 11 juli 1931 - Parijs, 2 november 2014) was een Frans actrice. Tussen 1949 en 1997 had zij een rol in meer dan zeventig langspeelfilms. Daarnaast speelde ze ook rollen in talloze televisiefilms en nam ze theaterrollen voor haar rekening op de planken.

## Selectie films
- 1964: Lucky Jo als Adeline
- 1975: Histoire d'O als Anne-Marie
- 1991: Madame Bovary als weduwe Lefançois
- 1992: Betty als Mme Etamble
- 1994: L'Enfer als Mme Vernon

- Bibliothèque nationale de France: cb13927935c (data)
- Gemeinsame Normdatei: 136443877
- International Standard Name Identifier: 0000 0001 1470 7072
- Library of Congress Control Number: no2003110082
- Système universitaire de documentation: 166445835
- Virtual International Authority File: 36615760
- WorldCat: E39PBJyCM7Wpf3pk8rjHVy9v73